# Veronica schmidtiana
Veronica schmidtiana är en grobladsväxtart. Veronica schmidtiana ingår i släktet veronikor, och familjen grobladsväxter.

## Underarter
Arten delas in i följande underarter:
- V. s. schmidtiana
- V. s. shiragamiensis

## Bildgalleri

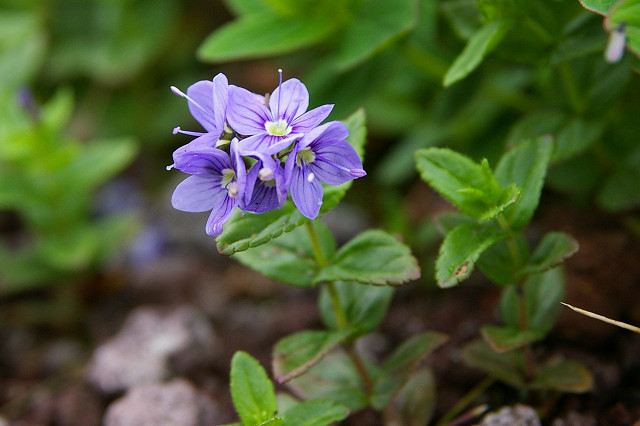
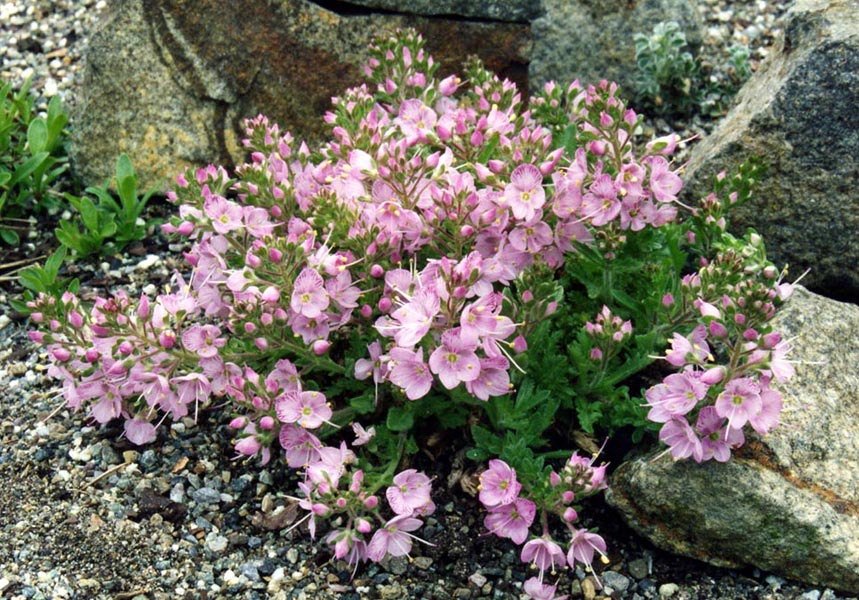
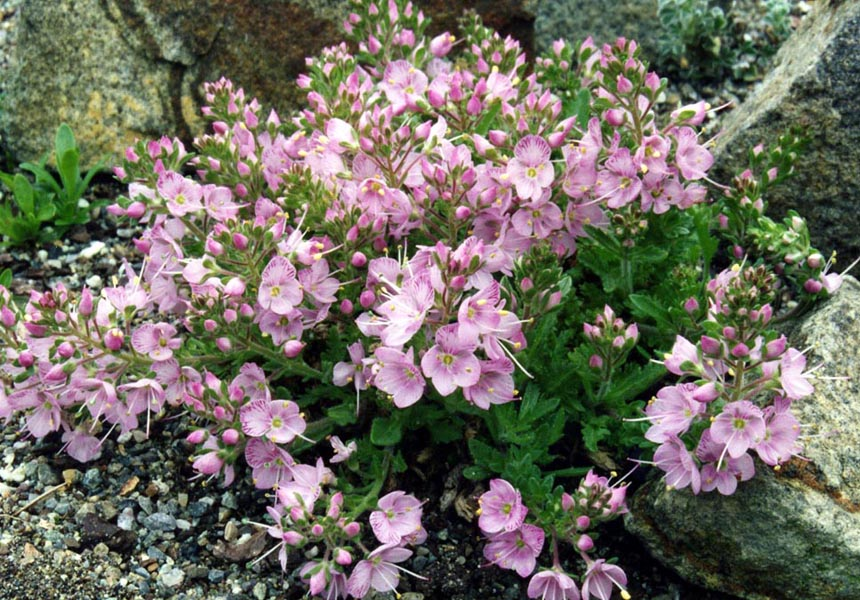
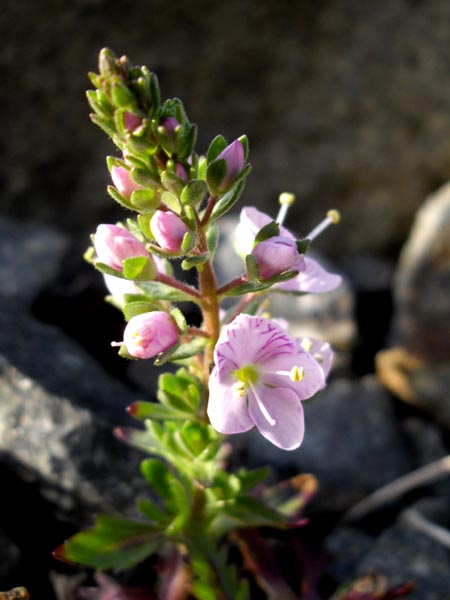